# Tillandsia 'Wallu'
Tillandsia 'Wallu' es un  cultivar híbrido del género Tillandsia perteneciente a la familia  Bromeliaceae.
Es un híbrido creado  con las especies Tillandsia baileyi × Tillandsia achyrostachys.